# Thagria canifascia
Thagria canifascia är en insektsart som beskrevs av Walker 1870. Thagria canifascia ingår i släktet Thagria och familjen dvärgstritar. Inga underarter finns listade i Catalogue of Life.